# Егзон Бінаку
Егзон Бінаку (швед. Egzon Binaku, нар. 27 серпня 1995, Омоль, Швеція) — албанський футболіст, фланговий півзахисник шведського клубу «Норрчепінг» та національної збірної Албанії.

## Ігрова кар'єра

### Клубна
Егзон Бінаку народився у шведському місті Омоль у родині косовських албанців переселенців з Митровиці.
Футбольну кар'єру Бінаку починав у клубі з Гетеборга «Геккен», в якому він і дебютував у Аллсвенскан у травні 2015 року. У 2018 році Бінаку приєднався до складу «Мальме» — лідера шведського футболу. Але провів у клубі лише один сезон і 2019 рік почав вже у складі іншого клубу з Аллсвенскан «Норрчепінга».

### Збірна
У 2017 році Егзон Бінаку у складі молодіжної збірної Швеції брав участь у молодіжній першості Європи, що проходив у Польщі.
У травні 2018 року футболіст прийняв запрошення від Албанської футбольної федерації і дебютував у складі збірної своєї історичної батьківщини Албанії.

## Досягнення
Геккен
 Переможець Кубка Швеції: 2015/16